# Сладките грозничета
„Сладките грозничета“ (на английски: UglyDolls) е компютърна анимация от 2019 година на режисьора Кели Ашбъри и Алисън Пек, по сюжета на Робърт Родргиез, който също е продуцент. Базиран е на едноименната поредица плюшени играчки, създадени от Дейвид Хорат и Сюн-мин Ким, които са изпълнителни продуценти на този филм. Озвучаващия състав се състои от Кели Кларксън, Ник Джонас, Джанел Монае, Блейк Шелтън, Уан Лийхом, Питбул, Уанда Сайкс, Габриел Иглесиас, Ема Робъртс, Биби Рекса, Чарли Екс Си Екс и Лизо.
Филмът е пуснат театрално от STX Films, и е първият анимационен филм, продуциран от компанията. Получи негативни отзиви от критиците и спечели $32 милиона в световен мащаб, и последния филм на режисьора Кели Ашбъри, който умира от рак през 2020 г.

## Актьорски състав
- Кели Кларксън – Мокси
- Джанел Монае – Манди
- Блейк Шелтън – Окс
- Уанда Сайкс – Уейдж
- Габриел Иглесиас – Бубу
- Уан Лийхом – Късметчо
- Биби Рекса – Тюсдей
- Чарли Екс Си Екс – Кити
- Лизо – Лидия
- Ник Джонас – Лу
- Питбул – Грозно куче
- Айс Ти – Пеги
- Ема Робъртс – Уеджхийд
- Джейн Линч – Сканър
- Натали Мартинез – Мегън

## Пускане
Филмът е предвидено насрочен за пускане на 10 май 2019 г., но по-късно е преместен на 3 май 2019 г., в ред за да избягва конкуренцията с „Покемон: Детектив Пикачу“.
Пуснат е на Digital HD на 16 юли 2019 г., и на DVD и Blu-ray на 30 юли 2019 г.

## В България
В България филмът е пуснат по кината на 17 май 2019 г. от „Лента“.
На 1 януари 2021 г. е излъчен по NOVA.

### Синхронен дублаж
| Роля          | Изпълнител             |
| ------------- | ---------------------- |
| Манди         | Надежда Панайотова     |
| Грозно куче   | Борислав Димитров-Бобо |
| Мокси         | Кръстина Кокорска      |
| Късметчо      | Явор Караиванов        |
| Уейдж         | Ана-Мария Лалова       |
| Бубу          | Константин Икономов    |
| Лу            | Камен Асенов           |
| Тюсди         | Яна Янчева             |
| Окс           | Момчил Степанов        |
| Лидия         | Балена Ланджева        |
| Други гласове | Константин Лунгов      |

| Обработка              | Александра Аудио    |
| ---------------------- | ------------------- |
| Музикален режисьор     | Десислава Софранова |
| Изпълнителен продуцент | Васил Новаков       |